# Dušanka Mičetić Turk
Dušanka Mičetić Turk (tudi Dušica Mičetić Turk) slovenska pediatrinja in univerzitetna profesorica * 13. februar 1947, Sisek, Hrvaška.
Dušanka Mičetić Turk je profesorica pediatrije in ena izmed največjih slovenskih strokovnjakinj za otroško prehrano, bolezni prebavil ter celiakijo. Napisala je več kot 300 raziskovalnih in strokovnih člankov, ki so bili objavljeni v priznanih domačih in tujih revijah, je tudi soavtorica več učbenikov.

## Življenje in delo
Dušanka Mičetić Turk se je rodila v Sisku na Hrvaškem očetu Ivanu in materi Elviri. Diplomirala je leta 1970 na Medicinski fakulteti na Reki, magistrirala pa leta 1980 na Medicinski fakulteti v Zagrebu. Doktorirala je leta 1987 na Medicinski fakulteti v Ljubljani na temo »Glutenska enteropatija pri otrocih - klinični in histološki aspekti« pod mentorstvom Leona Matajca in Miroslava Kališnika.
Po diplomi se je sprva zaposlila v Kliničnem centru na Reki, leta 1972 pa je prišla v UKC Maribor, kjer je ostala vso svojo strokovno kariero. Specializacijo iz pediatrije je opravila na UKC Ljubljana. Od leta 1984 do leta 2011 je delovala kot predstojnica Enote za gastroenterologijo in prehrano na Kliniki za pediatrijo v UKC Maribor.
Pomembno je prispevala tudi na viskošolskem področju. Od leta 2004 na Medicinski fakulteti v Mariboru deluje kot redna profesorica za pediatrijo, prav tako je bila predstojnica te katedre. Od leta 1997 do 2007 je bila dekanja Fakultete za zdravstvene vede v Mariboru in je predstojnica Inštituta za zdravstvo in prehrano na tej fakulteti. Leta 2018 ji je Univerza v Mariboru podelila naziv zaslužne profesorice.
Leta 1988 je ustanovila Slovensko društvo za celiakijo in deluje kot članica strokovnega svetovalnega sveta.

## Nagrade
Za svoje delo je prejela vrsto priznanj. npr. častni doktorat Univerze Oulu na Finskem, leta 2007 je prejela Pečat mesta Maribor za prispevek k razvoju nacionalne zdravstvene nege in izobraževanja v medicini ter zdravstveni negi, leta 2022 pa je prejela nagrado za življenjsko delo na področju mentorstva iz pediatrije.  Od leta 2013 naprej deluje kot redna članica Evropske akademije znanosti in umetnosti.

## Zasebno
Poročena je z mariborskim fiziatrom Zmagom Turkom, njuna hčerka Eva pa je strokovnjakinja za zdravstvene sisteme. Živi in deluje v Mariboru. 